# 常安乡
常安乡，是中华人民共和国山西省太原市古交市下辖的一个乡镇级行政单位。

## 行政区划
常安乡下辖以下地区：
常安村、东塔村、科头村、郭家梁村、水益村、龙庄沟村、小娄峰村、睦联坡村、南头村、曲坪村、水圪垛村、张山圪垛村、端端圪垛村、麻家口村、西庄头村和辛庄村。